# 各各他堂 (曼哈顿)
40°44′21″N 73°59′13″W / 40.739030°N 73.987000°W
各各他堂（Calvary Church）是一座圣公会教堂，属于美国圣公会纽约教区，为各各他-圣乔治堂区的两座教堂之一。它建于1848年，位于纽约市曼哈顿公园大道南277号（东21街转角），属于葛莱美西公园历史街区，毗邻熨斗区。其建筑师小詹姆斯·倫威克，也是圣巴特里爵主教座堂和恩典堂的设计者。

## 历史
各各他堂区成立于1832年，最初使用一座木制教堂，在第四大道（公园大道）稍北处。1842年迁至现址，伦威克设计的哥特复兴建筑在1848年建成，模仿了法国双塔主教座堂。但是与恩典堂不同，各各他堂是用赤褐色砂石建造。该堂的教会的两个木制尖顶在20世纪初拆除。